# Гребенов

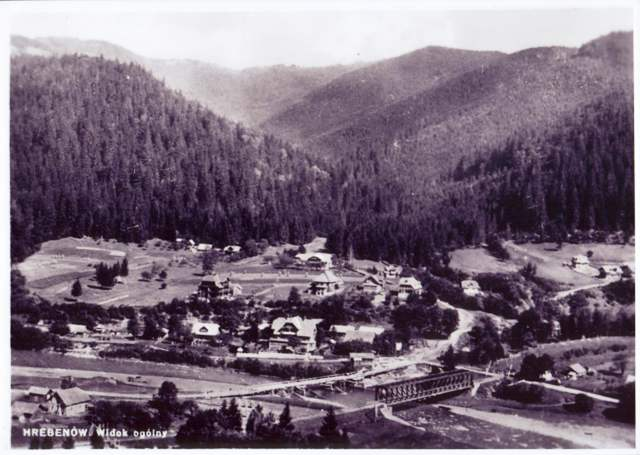
Гребенов в начале XX ст.

Гребенов (укр. Гребенів) — село в Сколевской городской общине Стрыйского района Львовской области Украины. Расположено в Карпатах в живописной долине реки Опир притока Стрыя, на автотрассе Львов — Ужгород. Село находится на высоте 492 м, в 121 км от Львова и 8 км на юго—запад от города Сколе.
Село Гребенов — железнодорожная станция на линии Львов-Стрый-Сколе-Мукачево, здесь делают остановку все пригородные электропоезда, а также некоторые поезда дальнего следования. Через село проходит автодорога к Славскому — известному горнолыжному курорту.
Вокруг села возвышаются вершины Сколевских бескидов. Горы куполообразной формы, расположенные в ряд, словно гребнем окружающих долину и населенный пункт Гребенов.
В округе села находятся горы: Зелемянка, Чёрный верх, Вертиж, Волкования, Кучера, Закалевская, Черенище, Дяковые поляны, Ровная, Зелеминь (1177 метров), Кудрявец (1244 м), Под погар, Дилок, Остинец и другие.
Гребенов является курортным местом Сколевского района. На территории села есть минеральные источники. Самое крупное из них расположено на горе Зелеминь, в урочище Шматеровка. Вода этого источника имеет 96 % минерализацию. Раньше здесь был бальнеологический курорт. Здесь лечили как болезни неврологического происхождения, так и болезни суставов. В «Бальнеологическом справочнике С. Рокицкого» за 1927 год курорт Зелемянка возле Гребенова стоял в одном ряду с известными здравницами Закопане, Моршиным, Трускавцом и другими курортами Западной Европы. До 1939 года курсировал прицепной вагон Вена — Гребенов.
Источники минеральной воды типа «Нафтуся» находятся в урочище Гельбуш (г. Зелемянка), возле гор Кучера и Сухой.
Недалеко от Гребенова, на правом берегу Опира, находится могила Святослава Владимировича, князя древлянского. Легенда гласит, что в 1015 г., узнав о гибели Бориса и Глеба, Святослав покинул свою столицу и попытался бежать в Карпаты. Воины сводного брата-соперника Святополка Окаянного догнали его на берегу реки Опир близ нынешнего города Сколе. Состоялась жестокая сеча между Сколе и Гребеновым. Вся долина вдоль Опоры была покрыта телами погибших. Князь Святослав был убит и похоронен в этой местности.
В селе сохранилась церковь Святой Троицы (1842 г.).